# Предизборна кампания на Волен Сидеров 2006
Волен Сидеров се регистрира за кандидат-президент на България за изборите на 22 октомври 2006 г. с кандидат-вицепрезидент Павел Шопов.

## Първи тур
На първия тур се класира втори с 21,5%, от валидните гласове, зад действащия президент Георги Първанов, получил 64%. Между двамата ще се проведе балотаж на 29 октомври поради ниската избирателна активност, под 50%, които са необходими за победа на първи тур.
В интервю след първия тур Сидеров каза:
Не използвайте изрази, с които да омаловажите този вот, защото излиза, че тези хора не знаят за какво гласуват и са някакво стадо, което се лашка напред-назад. Може би това би било изгодно на много управници, които се правят на демократично мислещи. И сегашният президент каза, че има голям дефицит на справедливост – да има такъв дефицит и ние го виждахме през цялото време.
„ ... сделката, която Милен Велчев направи с външния дълг на България е лоша и ощетява българската хазна и затова има експертното мнение на съветници. Знам от съветници на сегашния президент, че те са му поднесли информация и са критикували тази сделка, но той не обели нито дума. Ето в какво обвинявам аз, каза Сидеров.“
По време на заключителната си пресконференция в НДК след деня на изборите, Волен Сидеров каза:
„Когато мълчиш, ти си виновен и имаш прегрешения. В това се уверих, когато тръгнах в тази кампания. Ако всичко беше наред, аз не бих тръгнал срещу него, но той си мълчи, когато разбиват сигурността на България, когато ограбват България и когато негови приближени правят обръчи от фирми“
„Първанов не само мълчи, а е дал орден „Стара планина“ – на г-н Доган, който е свързан с това ограбване. Защо точно му даде орден – дали защото обръчът от фирми ограби Държавния резерв, или защото Доган занесе списък, с който застраши живота на хора от службите за сигурност. Или пък – Доган получи орден „Стара планина“, защото кани на конгресите на своята партия водещи политици от Анкара и хора от службите от Анкара? Надявам се някой ден да получа отговор на тези въпроси – защо агент Гоце дава на агент Сава орден „Стара планина“. Да не би това да са обвързаности на агентурата в днешно време? Вместо отговор, Първанов бяга и обвинява няколкостотин хиляди българи в това, че те дават радикален вот.“ 
„Смятам да мобилизирам вота на всички хора, които са минали през всички илюзии. Това каза лидерът на „Атака“ и кандидат за президент. Той допълни, че трябва да „отсеем тези, които ни измамиха и се подиграха“. Има много честни и в ляво, и в дясно, за които България не е празна дума.“ 
В своя публикация Ставрос Дзимас, публикувана на сайта на Агенция Фокус Нюз на 27 октомври 2006, озаглавено Сидеров – „Льо Пен на България“ отговаря на въпроса: „С какво този човек очарова 600 000 българи – толкова гласа събра Сидеров на първия тур на президентските избори, та да го предпочитат за президентския пост?“ така: „Демагогията и популизмът, смятат българските анализатори и западни дипломати в София.“

## Втори тур
| Резултати от президентските избори в България на 22/29 октомври 2006 година | Резултати от президентските избори в България на 22/29 октомври 2006 година | Резултати от президентските избори в България на 22/29 октомври 2006 година | Резултати от президентските избори в България на 22/29 октомври 2006 година | Резултати от президентските избори в България на 22/29 октомври 2006 година | Резултати от президентските избори в България на 22/29 октомври 2006 година | Резултати от президентските избори в България на 22/29 октомври 2006 година |
| --- | --------------------------------------------------------------------------- | --------------------------------------------------------------------------- | --------------------------------------------------------------------------- | --------------------------------------------------------------------------- | --------------------------------------------------------------------------- | --------------------------------------------------------------------------- |
| \| Кандидат-президент \| Кандидат-вицепрезидент \| Издигнати от: \| Гласове на I тур \| Процент гласове на I тур \| Гласове на II тур \| Процент гласове на II тур \| \| ------------------------------------ \| ---------------------- \| ------------------------------ \| ---------------- \| ------------------------ \| ----------------- \| ------------------------- \| \| Неделчо Беронов \| Юлиана Николова \| Инициативен комитет \| 271 078 \| 9,753% \| \| \| \| Любен Петров \| Нели Топалова \| Инициативен комитет \| 13 854 \| 0,498% \| \| \| \| Георги Първанов \| Ангел Марин \| Инициативен комитет \| 1 780 119 \| 64,047% \| 2 050 488 \| 75,948% \| \| Григор Велев \| Йордан Мутафчиев \| Целокупна България \| 19 857 \| 0,714% \| \| \| \| Петър Берон \| Стела Банкова \| Инициативен комитет \| 21 812 \| 0,785% \| \| \| \| Волен Сидеров \| Павел Шопов \| ПП „Атака“ \| 597 175 \| 21,486% \| 649 387 \| 24,052% \| \| Георги Марков \| Мария Иванова \| Ред, законност и справедливост \| 75 478 \| 2,716% \| \| \| \| Общо: \| Общо: \| Общо: \| 2 779 373 \| 2 779 373 \| 2 699 875 \| 2 699 875 \| \| Десница и център Крайно дясно Левица \| \| \| \| \| \| \| |                                                                             |                                                                             |                                                                             |                                                                             |                                                                             |                                                                             |
| Кандидат-президент | Кандидат-вицепрезидент                                                      | Издигнати от:                                                               | Гласове на I тур                                                            | Процент гласове на I тур                                                    | Гласове на II тур                                                           | Процент гласове на II тур                                                   |
| Неделчо Беронов | Юлиана Николова                                                             | Инициативен комитет                                                         | 271 078                                                                     | 9,753%                                                                      |                                                                             |                                                                             |
| Любен Петров | Нели Топалова                                                               | Инициативен комитет                                                         | 13 854                                                                      | 0,498%                                                                      |                                                                             |                                                                             |
| Георги Първанов | Ангел Марин                                                                 | Инициативен комитет                                                         | 1 780 119                                                                   | 64,047%                                                                     | 2 050 488                                                                   | 75,948%                                                                     |
| Григор Велев | Йордан Мутафчиев                                                            | Целокупна България                                                          | 19 857                                                                      | 0,714%                                                                      |                                                                             |                                                                             |
| Петър Берон | Стела Банкова                                                               | Инициативен комитет                                                         | 21 812                                                                      | 0,785%                                                                      |                                                                             |                                                                             |
| Волен Сидеров | Павел Шопов                                                                 | ПП „Атака“                                                                  | 597 175                                                                     | 21,486%                                                                     | 649 387                                                                     | 24,052%                                                                     |
| Георги Марков | Мария Иванова                                                               | Ред, законност и справедливост                                              | 75 478                                                                      | 2,716%                                                                      |                                                                             |                                                                             |
| Общо: | Общо:                                                                       | Общо:                                                                       | 2 779 373                                                                   | 2 779 373                                                                   | 2 699 875                                                                   | 2 699 875                                                                   |
| Десница и център Крайно дясно Левица |                                                                             |                                                                             |                                                                             |                                                                             |                                                                             |                                                                             |

## Отношение на политиците
В дните между двата тура Европейската народна партия призова десницата в България да подкрепи Георги Първанов. „Вашата задача е да призовете още веднъж избирателите да упражнят демократичното си право на вот. България трябва да влезе в ЕС с демократичен президент, макар и това да е наш политически опонент“, казва председателят на фракцията на Европейската народна партия (ЕНП) в Европарламента Ханс-Герт Пьотеринг.
Българската комунистическа партия, с председател Владимир Спасов, призова своите членове да дадат своя глас за Волен Сидеров на втрория тур на изборите .

## Политическата реторика на Волен Сидеров

### За ДПС
В своите изказвания В. Сидеров говори за „турцизация“ на България, за „турски мекерета, предатели и ибрикчии“. Нарича ДПС „част от една политическа мафия“. За Ахмед Доган казва: „Той се гаври с българския парламентаризъм и този човек се хвали открито, че има обръч от фирми, вероятно мафиотски, с които той всъщност съществува.“ 

### За българските народни представители
„... Най-после българите ще имат своето представителство в парламента. Там няма да бъдат само педерасти, цигани, турци, иностранци, евреи и всякакви други, а ще има само и единствено българи!“
Това негово изказване е цитирано от коалицията „Граждани против омразата“, в която членуват 86 български обществени организации и известни личности. Коалицията води осем съдебни дела (от които е спечелила първото) срещу Сидеров за подбуждане към дискриминация и насаждане на омраза. За по-подробна информация вижте раздела Съдебни процеси и обвинения срещу Сидеров. Няма публикувано официално изявление от Волен Сидеров, в което той да отрича да е казвал такива неща.

### Дискриминационни изказвания
Волен Сидеров използва изрази, от рода на „международната еврейска върхушка“, както и такива, които делят българските граждани на „българи“ и „небългари“.
По отношение на малцинствата Волен Сидеров използва изрази от рода на „педерастко-лесбийски сборища“ и „терористите от циганските гета“.
Тези изказвания на Сидеров са цитирани от коалицията „Граждани против омразата“, в която членуват 86 български обществени организации и известни личности.
Няма публикувано официално изявление от Волен Сидеров, в което той да отрича да е правил тези дискриминационни изказвания. От друга страна Софийският районен съд осъжда Сидеров и постановява да преустанови подбуждането към дискриминация, като спре да прави подобни изявления. За по-подробна информация вижте раздела Съдебни процеси и обвинения срещу Сидеров.

### Антидискриминационни изказвания
По време на предизборните обиколки преди първия тур, в Кърджали, Волен Сидеров направи следните изказвания.
- „всички християни и мюсюлмани, които се наричат българи да се борят за единна и неделима България, в която да живеят с равни права и задължения.“
- „„Атака“ никога не е заставала срещу малцинствата. Всички български патриоти са добре дошли при мен, без значение от раса, етнос и религия“.
- „Какво общо имат Юнал Лютфи, Йордан Цонев, Христо Бисеров и Лютви Местан с трудовите мюсюлмани, които с честен труд си изкарват прехраната. За тези хора, които биват лъгани ние сме еднакво загрижени.“
- „„Атака“ е за равни права и задължения, тя не е расистка или ксенофобска“. [7]

### „Планът на българофобите“
Изказване на първото заседание на Четиридесетото обикновено народно събрание на Република България:
„...През този 8-годишен период беше извършен гигантски геноцид на българската нация. По настояване на външни, враждебни на България, фактори от нашия народ се предвижда да останат 3,5 – 4 млн. жители. Такъв е планът на българофобите и този план се изпълнява пред очите ни. Ако някой пита как, ще му посоча: като се отнеме на българите правото да бъдат господари в собствената си държава, като се оставят да умират в мизерия и липса на лекарства и медицинско обслужване, като биват подлагани на терор от цигански банди, които всекидневно нападат, ограбват, изнасилват и малтретират българската нация, след което съзнателно никой не издирва престъпленията, извършени от тях, защото директивата отвън е такава  да не се разследват престъпленията на тези малцинствени групи. Целта е българите да живеят в страх, да бъдат обезверени, смачкани, покорни. Стотици хиляди хронично болни измират и в момента, защото мафиотски фирми на довчерашния кабинет правят нечисти сделки с живота и здравето на българите. Защото роднини на довчерашната министърка на околната среда въртят търговия с лекарства за раковоболни и по тази причина лекарства няма и стотици хиляди българи, болни от рак, днес са подложени на бавна, мъчителна агония.“